# Hans Blau
Hans Blau, auch Johann Gottfried Blau (* 23. Juli 1869 in Bern; † 11. August 1939 in Muri bei Bern), war ein Schweizer Staatsbeamter.

## Leben

### Familie
Hans Blau entstammte dem Huttwiler Geschlecht der Blau und war der Sohn des Schriftsetzers und Buchdruckers (andere Quelle: Postbeamter) Johannes (andere Quelle: Jakob) Blau (9. November 1838 in Huttwil; † 1874) und dessen Ehefrau Maria (* 1837; † 1905), Tochter von Christian Stern. Er hatte noch zwei Geschwister.
Er war seit 1894 in erster Ehe mit Emma (* 12. September 1871 in Wynigen; † 1926), Tochter von Jakob Leu; gemeinsam hatten sie sechs Kinder.
In zweiter Ehe war er seit 1934 mit Nathalia, Tochter von Johann Stutz aus Tafers verheiratet.

### Werdegang
Hans Blau besuchte das Gymnasium in Bern und erhielt anschliessend eine Ausbildung zum Postbeamten. Am 15. Oktober 1885 trat er in die Eidgenössische Postverwaltung ein und war seit 1897 Sekretär der Oberpostdirektion.
Im Februar 1908 wurde er Adjunkt des Eidgenössischen Finanz- und Zolldepartements (heute: Eidgenössisches Finanzdepartement), 1915 Chef der Eidgenössischen Kriegssteuerverwaltung und war dann von 1918 erster Direktor der Eidgenössischen Steuerverwaltung; seinem Rücktrittsgesuch zum 1. November 1938 wurde durch den Bundesrat am 26. August 1938 entsprochen. Sein Nachfolger war Paul Amstutz.

### Berufliches und gesellschaftliches Wirken
In der Zeit des Ersten Weltkriegs war Hans Blau für den Ausgleich der ausserordentlich hohen Ausgaben des Bundes im Zusammenhang mit dem Aktivdienst verantwortlich. Unter ihm kam es zur Einführung neuer direkter Steuern (Kriegsgewinnsteuer und Stempelabgaben sowie die Kriegssteuer).
1923 war er Mitarbeiter beim Völkerbund in den Organisationen für Steuerfragen und hatte später mehrmals den Vorsitz im 1929 gegründeten Fiskalkomitee; das Komitee entsandte ihn auch als ihren Vertreter in das Finanzkomitee des Völkerbundes.
In den Verhandlungen der Doppelbesteuerungsverträge mit Deutschland, Österreich, Grossbritannien und Frankreich war er der Vertreter der Schweiz.
Seit dem 20. Mai 1910 gehörte er als Mitglied der Waisenkommission der Zunft zu Metzgern in Bern an und wurde am 9. Mai 1930 zu deren Zunftpräsidenten gewählt.
Er publizierte einige Artikel in der Vierteljahrsschrift für schweizerisches Abgaberecht.